# Établissement rural d'Amour (république de l'Altaï)
L'établissement rural d'Amour (en russe : Амурское се́льское поселе́ние, en altaï méridional : Амырдыҥ јурт јеезези) est une entité municipale russe du raïon d'Oust-Koksa dans la république de l'Altaï. Son centre administratif est le village d'Amour, et sa population s'élevait à 1 417 habitants en 2023.

## Géographie
L'établissement rural se situe dans le raïon d'Oust-Koksa, un des dix raïons de la république de l'Altaï, en Sibérie. Il est un des neuf établissements ruraux du raïon d'Oust-Koksa. Son centre administratif est le village d'Amour,.

## Histoire et statut
À l'époque soviétique, l'établissement rural était un conseil de village (selsoviet). Mais en 1995, le conseil de village a été transformé en administration rurale. Le 13 janvier 2005, à la suite de la réforme municipale, l'administration rurale a été transformée en établissement rural.

## Population
Recensements (*) et estimations de la population,:
| 2010* | 2021* | 2023  | - |
| ----- | ----- | ----- | - |
| 1 604 | 1 444 | 1 417 | - |

## Localités
L'établissement rural compte 5 localités.
| Nom          | Nom russe  | Statut    | Population Recensement 2021 |
| ------------ | ---------- | --------- | --------------------------- |
| Abaï         | Абай       | village   | 317                         |
| Amour        | Амур       | village   | 779                         |
| Krasnoïarska | Красноярка | possiolok | 56                          |
| Ouloujaï     | Улужай     | possiolok | 0                           |
| Ioustik      | Юстик      | village   | 292                         |